# Kämpfe in den Pyrenäen
Die Kämpfe in den Pyrenäen waren das Ergebnis einer massiv angelegten Offensive, die am 25. Juli 1813 von Maréchal Soult auf Befehl von Napoleon Bonaparte in den Pyrenäen begonnen wurde. Es ging darum, dass man hoffte, die in Pamplona und San Sebastian eingeschlossenen französischen Garnisonen zu entlasten, also die Belagerer zum Abzug zu zwingen.
Nach anfänglichen Erfolgen und einem, zunächst raschen Vorwärtskommen sahen sich die Franzosen zunehmend einem massiven Widerstand der alliierten Truppen unter dem Kommando des Arthur Wellesley, Marquis of Wellington gegenüber. Soult gab die Offensive am 30. Juli auf und begann sich nach Frankreich zurückzuziehen ohne sein Ziel erreicht zu haben.
Der französische Vorstoß führte zu mehreren Gefechten. Soult schlug erfolgreich mit zwei Korps die Schlacht bei Roncevaux gegen die britische 4. und eine spanische Division. Die alliierten Verbände konnten im Laufe des Tages weiter zurückgedrängt werden, bis sie sich in der Nacht auf dem Col de Roncevaux verschanzten, verfolgt von den weit überlegenen französischen Kräften.
Weiterhin lieferte sich am 25. Juli ein französisches Korps ein Gefecht bei dem Weiler Maya gegen die 2. britische Division. Dabei wurden die Briten gegen Abend auf den Col de Maya zurückgedrängt.
Als Ergebnis der französischen Offensive zog Wellington starke Truppenverbände nördlich von Pamplona zusammen und stoppte die Vorwärtsbewegung von Soult in der Schlacht bei Sorauren am 28. Juli.
Die Offensive endete am 2. August mit dem Übertritt der napoleonischen Truppen über die spanisch-französische Grenze.